# パンチアウト
『パンチアウト』は、1990年9月12日に発売されたJITTERIN'JINNの3枚目のアルバム。

## 解説
- CDの初回限定特典として、特製ジッタリン・ボックス（缶製のケース）仕様、特別大付録「ジッタリン・ジン・パノラマ遊戯盤」封入。
- カセットテープも同時発売されているが、CDと曲順が全く異なる。
- 2000年に紙ジャケット仕様で、完全生産限定盤として再発売された際には、ジャケットには1990年・初回盤の缶ケースの絵柄が使われている。

## 収録曲
全作詞・作曲・編曲：破矢ジンタ

### CD
1. くわえたばこのブルース
シングルと異なるアルバムバージョン。
2. あまのじゃく
3. Don't let me down
シングルと異なるアルバムバージョン。
4. ひっこし
5. ウォー ウォー ウォー
メインボーカルは破矢が担当した。
6. 夏祭り
7. 昼下がり
8. バイ バイ ハニー
9. にちようび
シングルと異なるアルバムバージョン。顕著な違いは、シングルではギターパートがアコースティックギターで演奏されたが、アルバムではエレキギターで演奏されている点である。

### カセットテープ
SIDE 1
1. くわえたばこのブルース
2. ひっこし
3. にちようび
4. 昼下がり
5. バイ バイ ハニー

SIDE 2
1. ウォー ウォー ウォー
2. Don't let me down
3. あまのじゃく
4. 夏祭り